# Pražská Loreta
Pražská Loreta či krátce Loreta je loretánská kaple a přeneseně i celý soubor barokních staveb na východní straně Loretánského náměstí v Praze na Hradčanech. Hlavní reprezentativní fasáda do náměstí má věž se zvonohrou, za ní se nachází nádvoří lemované poutními ambity a kostelem Narození Páně, které obklopují ústřední loretánskou kapli Panny Marie. Areál je krytou chodbou spojen s klášterem kapucínů při kostele Panny Marie Andělské, který je správcem Lorety.

## Popis

### Hlavní průčelí
Hlavní průčelí areálu se obrací na západ do Loretánského náměstí. Fasáda je trojosá, odstupněná široce vyloženými římsami, vrcholně barokní, a navazuje na raně barokní nárožní kaple, které jsou do ní vtaženy. Na stavbě se podílel Kryštof Dientzenhofer a dokončil ji Kilián Ignác Dientzenhofer. Fasáda má tři štíty, boční jsou zdobeny sochami Panny Marie a archanděla Gabriela (Zvěstování Panny Marie) a pod nimi sochami evangelistů. Střední travé je zdůrazněno portálem vchodu, mohutným balkónem s balustrádou a sochami sv. Josefa a sv. Jana Křtitele, a vrcholí slepým volutovým štítem s věží. Portál je  stranách je lemován sv. Kryštofem a Annou. Trojdílný vchod obklopují svatý Antonín Paduánský a František z Assisi, na krajních kaplích je vlevo sv. Felix z Cantalice před Madonou od Jana Bedřicha Kohla a vpravo svatý Jan Nepomucký s andílky. Před průčelím je terasa ohrazená balustrádovým zábradlím s 19 sochami a 9 sousošími andílků, kteří nesou kartuše s reliéfy ze života Panny Marie z dílny Ondřeje Filipa Quitainera. Andílci a řada soch na atice jsou nahrazeny novodobými kopiemi. Originály jsou v Lapidáriu Národního muzea .

### Svatá chýše

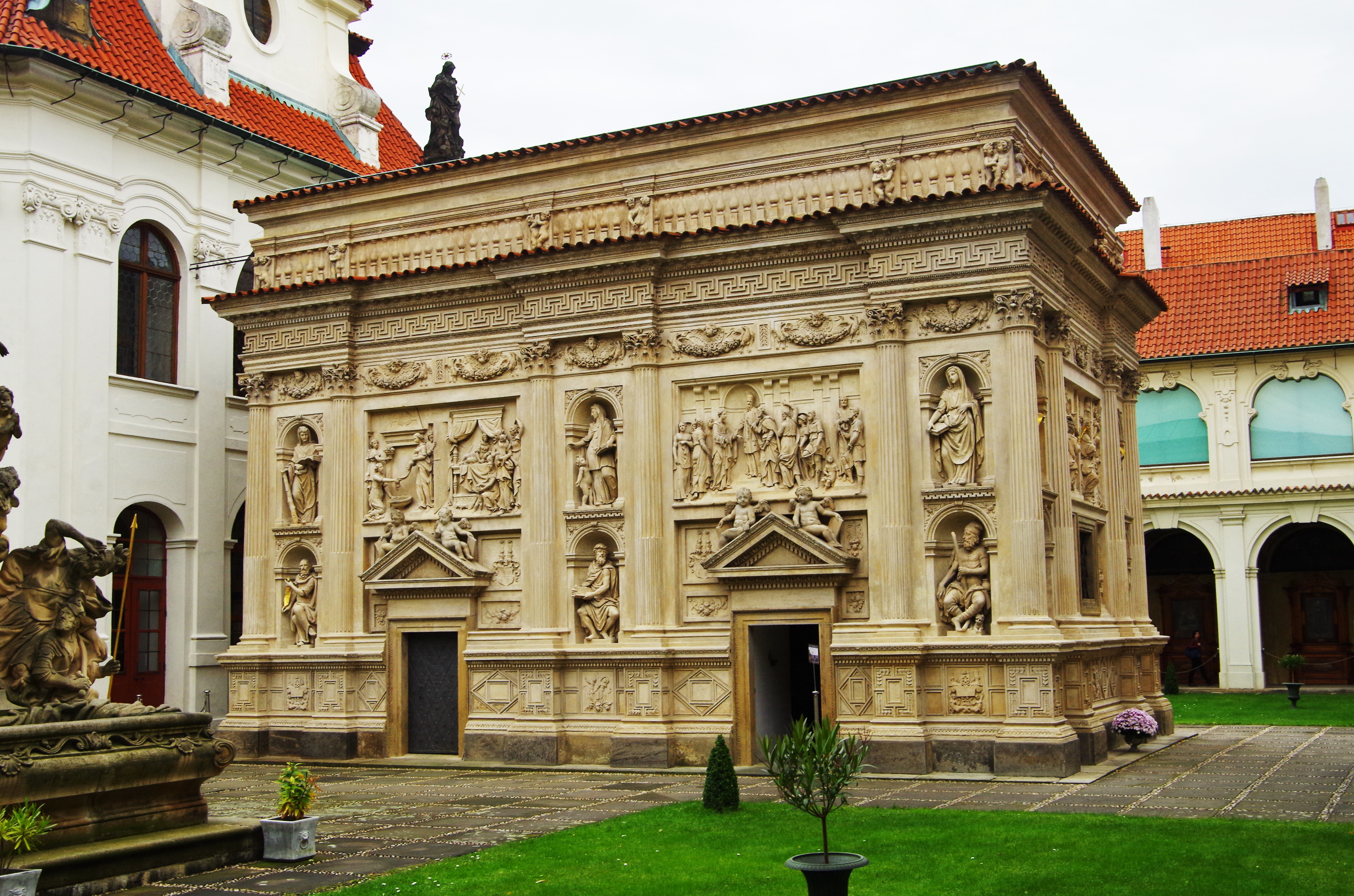
Loretánská kaple Panny Marie, součást Pražské Lorety

Podle legendy je svatá chýše domek, ve kterém žila Panna Marie v Nazaretu, který andělé při vpádu saracénů přenesli přes moře do jihoitalského Loreta. Z tohoto poutního místa se úcta šířila do celé Evropy a byly zakládány kopie či napodobeniny domku – kaple. Loretánská kaple na Hradčanech vznikla při klášteře kapucínů, kteří ji od počátku až dodnes spravují. Stavba kaple začala v roce 1626 a byla vysvěcena 25. března 1631. Výstavbu financovala hraběnka Benigna Kateřina z Lobkovic (1594–1653). Má být kopií kaple z italského Loreta, navržené italským architektem Giovanni Orsim, fasáda má bohatou plastickou výzdobu z kamenných článků ve dvou etážích, v nikách je vyzdobena sochami starozákonních proroků a výjevy z legendy o životě a přenesení domku Panny Marie Loretánské. Uvnitř je pravděpodobně vezděno několik trámů a cihel, které pocházejí přímo z italské Lorety.[zdroj?] Kaple má na hlavním oltáři poutní sošku Loretánské černé madony, oltář zdobí stříbrné reliéfy. Stěny jsou po způsobu italské Lorety vyzdobeny fragmenty maleb.

### Ambity

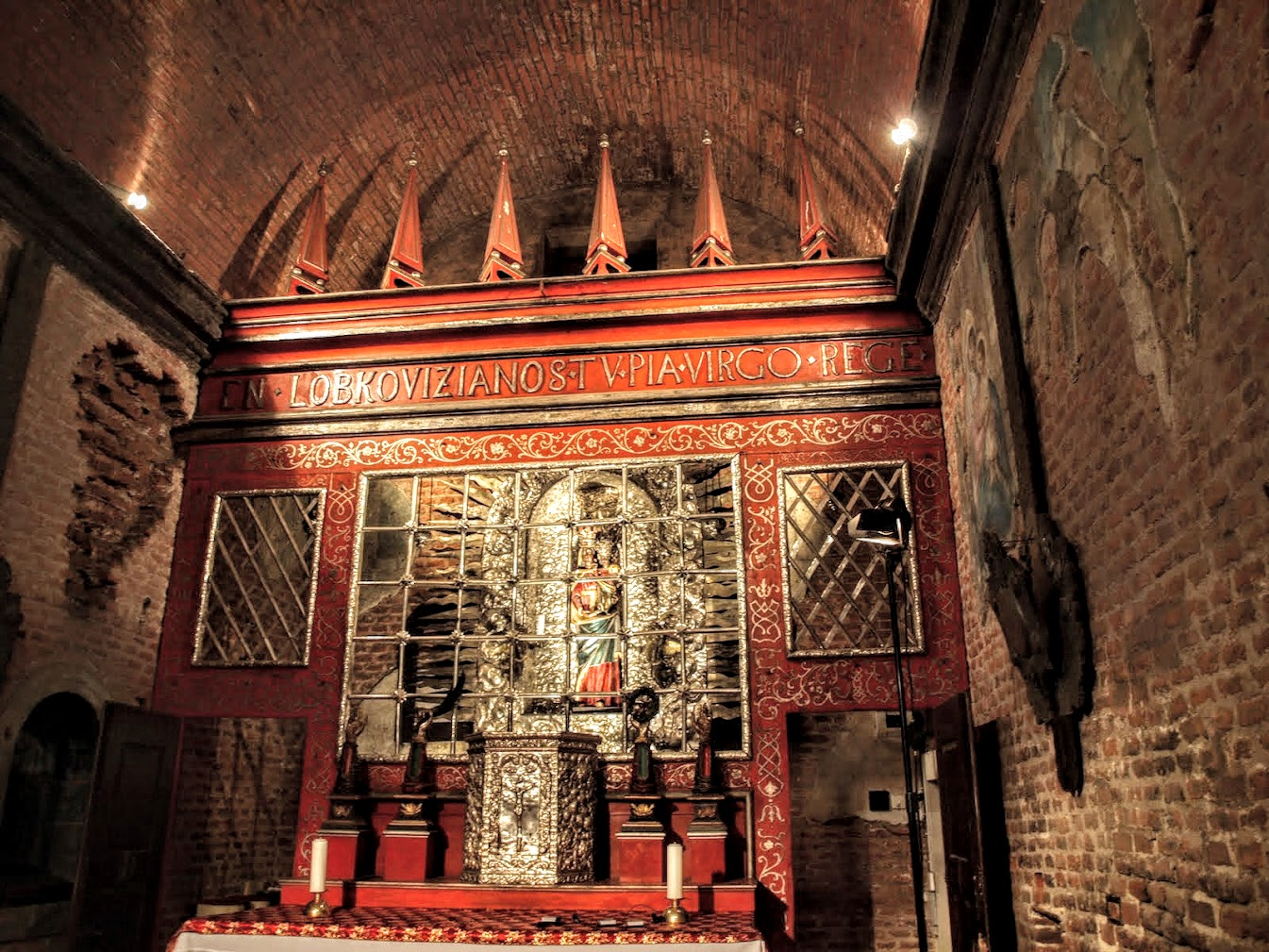
Interiér kaple Panny Marie

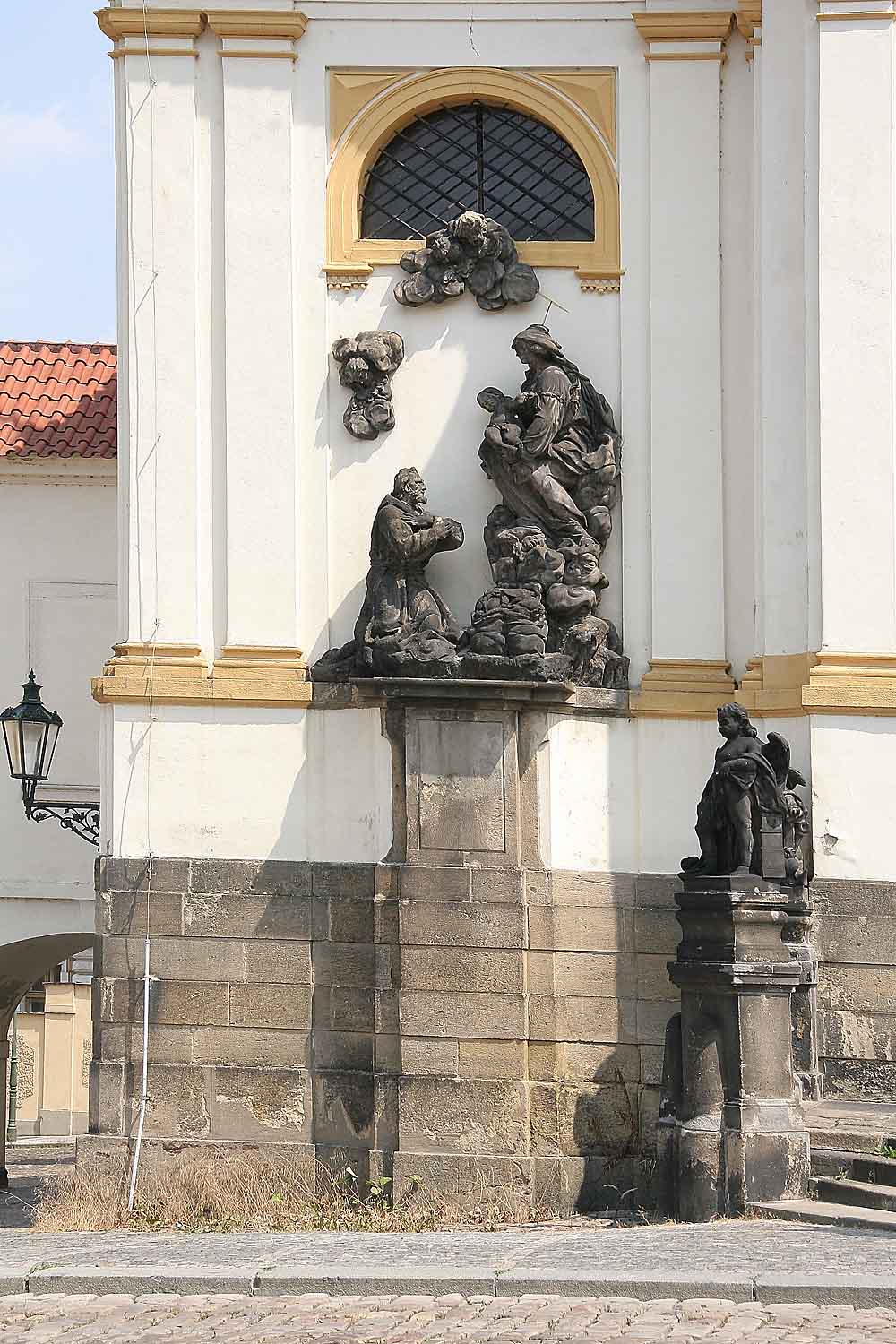
Socha sv. Felixe na průčelí Pražské Lorety

Počátkem 18. století byla Svatá chýše obestavěna na půdorysu čtverce barokními ambity s obrazy svatých patronů či patronek proti nemocem a utrpení. Byly jimi sv. Markéta Antiochijská, sv. Otýlie, a další. S klekátky u jednotlivých zastavení, se středními a s čtyřmi rohovými kaplemi. Z nich nejproslulejší jsou kaple Extáze svatého Františka s obrazem od Petra Brandla, a jihozápadní kaple Panny Marie Bolestné s barokní španělskou sochou ukřižované svaté Starosty. Této světici podle legendy narostl plnovous na protest proti připravovanému sňatku s pohanským králem. Barokní průčelí ambitu s věží a se vstupní balustrádou bylo vystavěno podle návrhů a pod dohledem architektů Kryštofa Dientzenhofera a Kiliána Ignáce Dientzenhofera. V travnaté části dvora jsou umístěny dvě kašny se sousošími Krista vítězného mezi apoštoly a Nanebevzetí Panny Marie.

### Klenotnice
V prvním patře ambitu je od počátku 20. století vystavena část z cenné sbírky votivních a liturgických předmětů z doby pozdní gotiky, renesance, baroka a historismu. Po Svatovítském pokladu Metropolitní kapituly je druhou nejcennější chrámovou klenotnicí v České republice. Vystaveny jsou zejména barokní zlatnické památky, relikviáře, kalichy a monstrance, mj. proslulá zlatá monstrance Pražské slunce vytvořená podle návrhu architekta Jana Bernarda Fischera z Erlachu, dále Malá a Velká perlová monstrance či Korálová monstrance. Vystaveny jsou též korunky Loretánské madony a Ježíška, nejstarší miniaturní betlém či kněžská paramenta. Klenotnici doplňuje expozice z dějin řádu menších bratří – kapucínů.

### Kostel Narození Páně

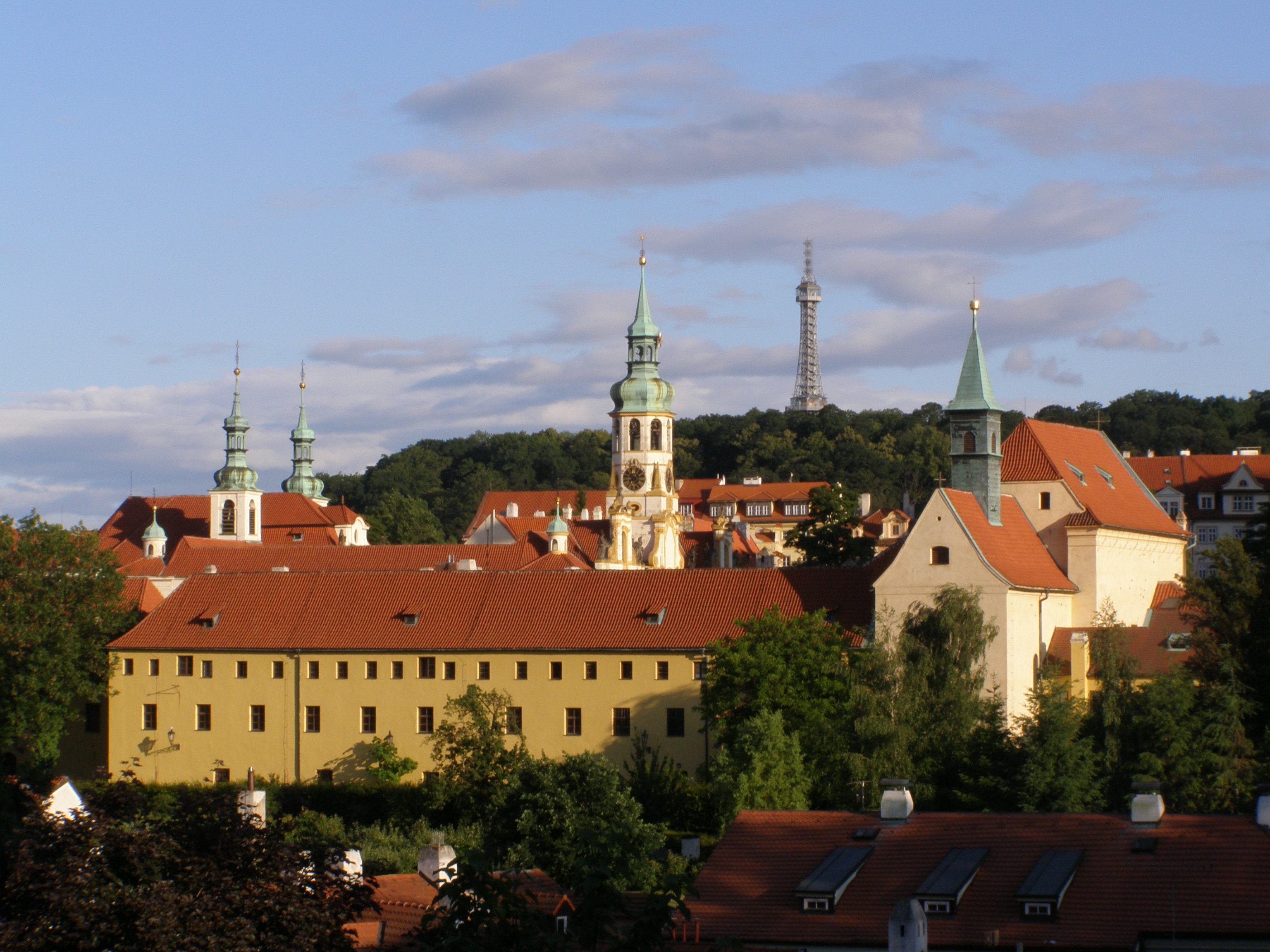
Zleva: Kostel Narození Páně, věž se zvonohrou a kapucínský kostel

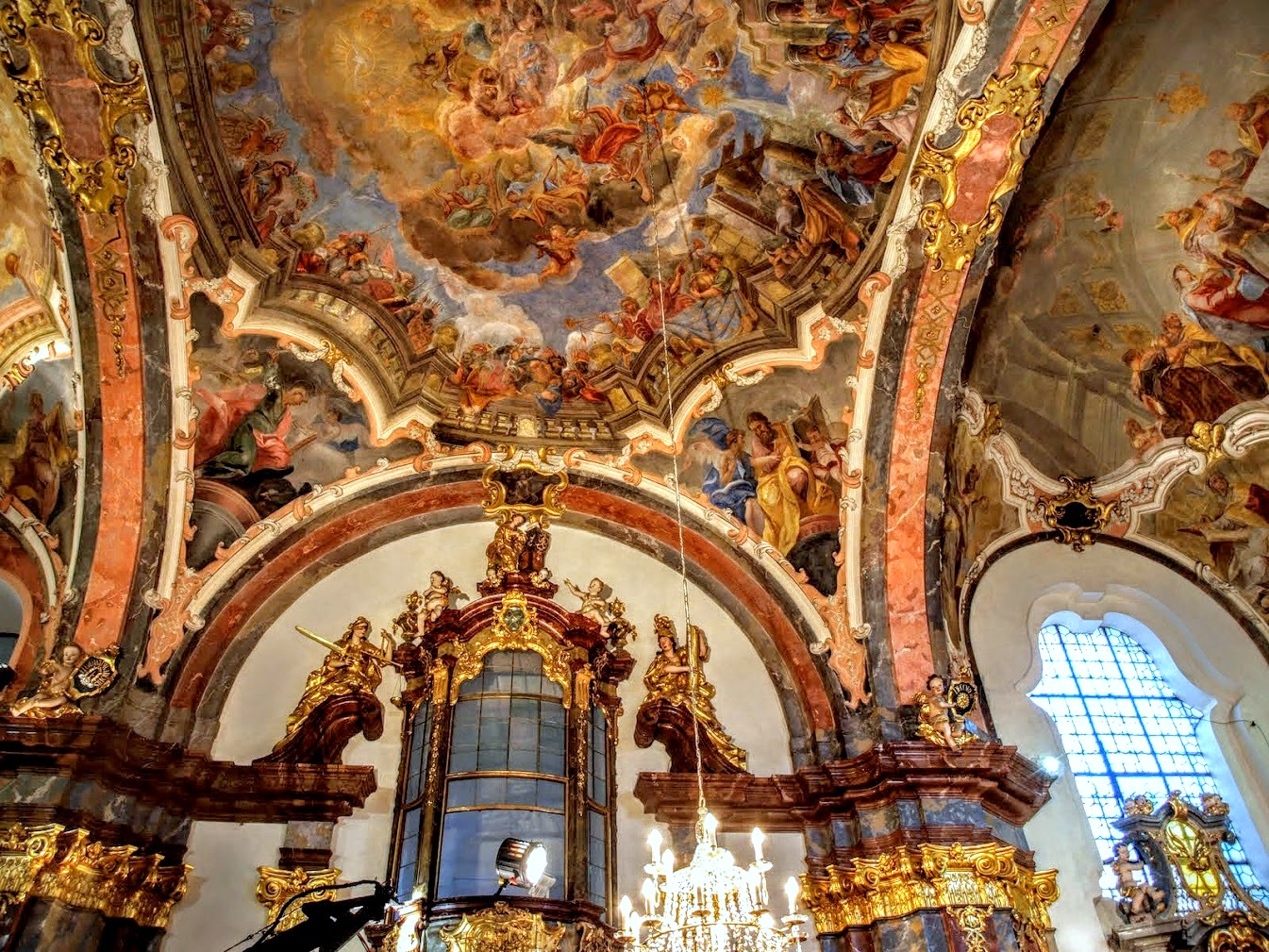
Interiér kostela Narození Páně

Kilián Ignác Dientzenhofer navrhl chronologicky poslední stavbu celého areálu, a to baziliku Narození Páně, kterou freskami vyzdobil Václav Vavřinec Reiner. Kaple má 5 oltářů. Na hlavním oltáři je renesanční obraz Adorace Páně. Po jeho stranách v presbyteriu stojí oltáře s obrazy sv. Apolonie a sv. Otýlie.

### Věž se zvonohrou

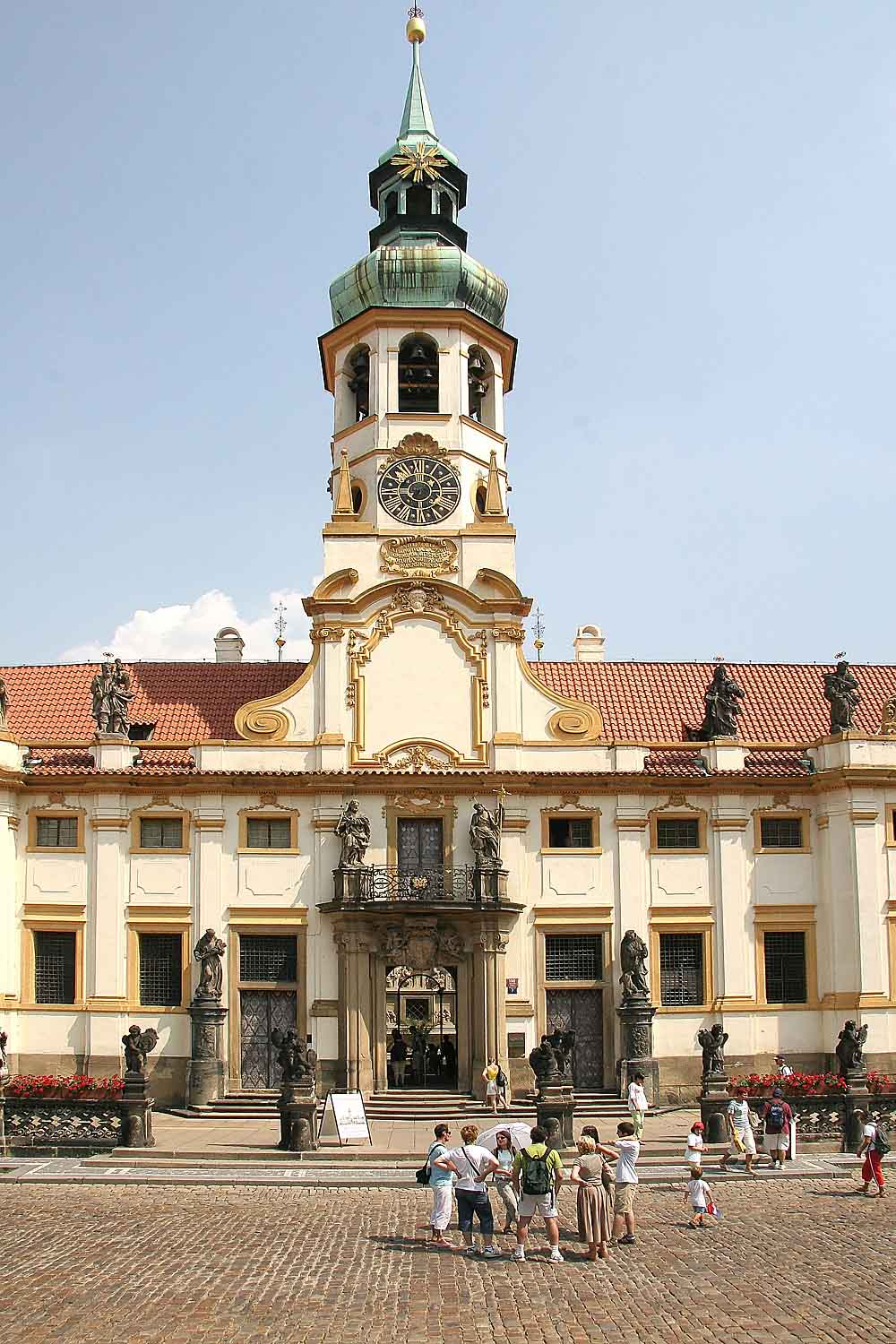
Loreta na Hradčanech – věž a hlavní vstup

Ve věži nad hlavním vstupem do lorety je umístěna největší historická chrámová zvonohra v Evropě. Sestrojil ji v roce 1694 hodinář Petr Neumann. Zvonohra se poprvé rozezněla na den svátku Panny Marie, 15. srpna 1695. Skládá se ze třiceti zvonů a zvonků ulitých v Amsterdamu umístěných do dvou pater pod cibulovitou báň hodinové věže. Hrajících zvonů je však jen 27. Tři nejmenší zvonky nejsou napojeny na klaviaturu ani pedálnici. Jsou jen na ozdobu, nemohou hrát. Na zvonohru prý kdysi hrával český písničkář a hudební skladatel Karel Hašler.
Vždy od 8 do 18 hodin v každou celou hodinu zahraje melodii mariánské písně Maria, Maria, nad slunce jasnější. Do května 2020 zde hrála přibližně sto let melodie Tisíckráte pozdravujem tebe. Před ní se melodie měnila častěji, jenže později obsluha zapomněla, jak ji lze vyměnit.

## Poutní cesty
U pražské lorety začínala poutní cesta do Hájku poblíž Unhoště, kde se nacházela v tamním františkánském klášteře také loretánská kaple.
Madoně Loretánské byla zasvěcena 20. kaple Svaté cesty z Prahy do Staré Boleslavi, která byla založena v letech 1674 – 1690.

## Pověsti
O loretánské zvonohře se tradují některé historickými prameny neověřené staropražské pověsti či legendy, které zaznamenali Julius Košnář, Eduard Langer, Václav Cibula či Popelka Biliánová.
- Žena pražského pláteníka zemřela na mor. Když onemocněla i jeho dcera, prosil Pannu Marii, aby ji zachránila. Slíbil, že za to věnuje Loretě velký dar. Jeho dcera se uzdravila a vyprávěla otci, že se jí zdálo o andělech, nesoucích zvonky. Pláteník z vděčnosti pořídil loretánskou zvonohru.

- Loretánská zvonohra zpočátku odzváněla jenom čas. Jedna chudá vdova měla 27 dětí, které jí umíraly na mor. Vždy, když některé z nich zemřelo, zazvonil jeden ze zvonků. Žalem nad všemi zemřelými dětmi nakonec zemřela i jejich matka a zvonohra jí zazvonila mariánskou píseň, kterou od té doby hraje dodnes. Pověst ve svých knihách o Praze zachytil i Jan Neruda.